# 上山市立上山小学校
上山市立上山小学校（かみのやましりつ かみのやましょうがっこう）は、山形県上山市元城内にある公立小学校。
略称は「上小（かみしょう）」。上山の市街地、上山温泉街の中に小学校があり、隣接地には上山城が建つ。

## 沿革
- 1892年(明治25年)10月  - 上山尋常高等小学校として開校。
- 1902年(明治35年) 7月15日 - 上山尋常小学校に改称。
- 1941年(昭和16年)4月1日 - 上山国民学校に改称。
- 1947年(昭和22年)4月1日 - 上山町立上山小学校に改称。
- 1954年(昭和29年)10月1日 - 市制施行により上山市立上山小学校に改称。
- 1955年(昭和30年)3月31日 - 久保手分校閉校。
- 1963年(昭和38年) - 新校舎完成。
- 2015年(平成27年) - 第2次新校舎が完成した[1]。
- 2023年(令和5年) - コミュニティ・スクールを導入。

## 校舎
2015年3月に竣工した新校舎。
| 所在地   | 山形県上山市          |
| 構造     | RC造 一部SRC造・S造   |
| 規模     | 地上3階               |
| 竣工     | 2015年3月             |
| 敷地面積 | 25,793.07平方メートル |
| 建築面積 | 3,173.36平方メートル  |
| 延床面積 | 6,120.84平方メートル  |

## 児童数
児童数は上山市立南小学校に次ぐ児童数となっている。
| 年度 | 男子 | 女子 | 計  |
| ---- | ---- | ---- | --- |
| 2017 | 187  | 205  | 392 |
| 2016 | 190  | 195  | 385 |
| 2015 | 206  | 202  | 418 |
| 2014 | 222  | 224  | 446 |
| 2013 | 245  | 231  | 476 |
| 2012 | 267  | 222  | 489 |

## 教育目標
けだかさを胸にともに学ぶ子どもの育成。

## 象徴

### 校歌
- 作詞：真壁仁
- 作曲：福井文彦

## 通学区域
- 上山市
  - 上十日町、中十日町、下十日町、上新丁、下新丁、北町、栄町、八日町1、八日町2、美咲町、東町、沢丁、新湯、荒町、八幡丁、仲丁、湯町、湯町新道、軽井沢、御井戸丁、新町、四ツ谷、大石、旭町、弁天、西山、久保手、金瓶、朝日台、糸目、内山、須刈田、狸森、元屋敷、菅、前丸森、入丸森、沼田、境、中ノ森（ただし四ッ谷のうち蔵王みはらしの丘地区の児童は山形市立みはらしの丘小学校へ通学する）[5]。

## 進学先中学校
- 上山市立北中学校

## 関係者
出身者
- 小磯國昭 - 内閣総理大臣、陸軍大将
- 斎藤茂吉 - 歌人、精神科医